# Into the K-League
《Into the K-League》는 K리그 서포터즈 연합이 K리그 헌정 음반으로 제작한 앨범으로 2010년 8월 20일에 발매되었다. 앨범 제작은 기획사 락스타 뮤직에서 맡았고, 노브레인, 슈퍼 키드, 슈가 도넛등 13팀이 참가해 K리그에 대한 애정과 헌정을 담았다. K리그 서포터즈 연합은 "상업적인 활동을 배제하고 모든 권리를 한국프로축구연맹에 귀속시켜 K리그와 각 구단에서 사용하였으면 한다"고 앨범 제작과 헌정 의미를 밝혔다. 한국프로축구연맹은 앨범CD 5천장을 K리그 16개 구단과 각 미디어에 제공해 적극적으로 K리그를 홍보해나갈 계획이다.
음원은 K리그 공식 홈페이지에서 전곡을 무료로 다운로드 받을 수 있다.

## 특징과 대표곡
- 앨범의 인트로곡인 'Here is the glory'는 각 파트별로 2배 이상 악기를 추가하고 녹음, 믹싱, 마스터링 등 전 과정을 다시 거쳐 웅장함과 박진감을 더해 재탄생되었고 K리그 앤섬으로 불리면서 2013 시즌부터 선수 입장곡으로 의무 사용되었다.[2]

## 트랙 리스트
| #   | 제목                        | 음악가                | 재생 시간 |
| --- | --------------------------- | --------------------- | --------- |
| 1.  | 〈Here is the glory〉       | 황현성(노브레인)      | 2:52      |
| 2.  | 〈We are the one〉          | 노브레인              | 3:30      |
| 3.  | 〈멈출 수 없어〉            | 갤럭시 익스프레스     | 3:31      |
| 4.  | 〈Again〉                   | 옐로우 몬스터즈       | 1:58      |
| 5.  | 〈우린〉                    | 슈가 도넛             | 3:20      |
| 6.  | 〈내사랑 K-League〉         | 슈퍼 키드             | 2:45      |
| 7.  | 〈Let's go〉                | 루나틱                | 2:57      |
| 8.  | 〈K-League, 살아가는 이유〉 | 스트라이커즈          | 2:28      |
| 9.  | 〈12th player〉             | 옐로우푸퍼            | 3:46      |
| 10. | 〈Just two of us〉          | 나폴레옹 다이나마이트 | 3:18      |
| 11. | 〈Winning day〉             | 고고보이스            | 3:35      |
| 12. | 〈Oh my hero〉              | 스윗리벤지            | 3:16      |
| 13. | 〈위대한 K-League〉         | 넘버원코리안          | 2:30      |
| 14. | 〈챔피언 퍼레이드〉         | 고고스타              | 3:31      |

## 같이 보기
- K리그